# 佛陀舍利寺
佛陀舍利寺（又称班多爾班金佛寺）位于孟加拉国吉大港專區班多爾班縣的巴拉哥达镇（Balaghata）附近。这是孟加拉国最大的南传佛教寺庙，并且拥有全国第二大的佛像。
佛陀舍利寺属于南传佛教团体。南传佛教是该地区的主要民族马尔玛人信仰。佛寺建于2000年，采用了阿拉干式建筑风格，这是东南亚风格的一种变种。

## 位置

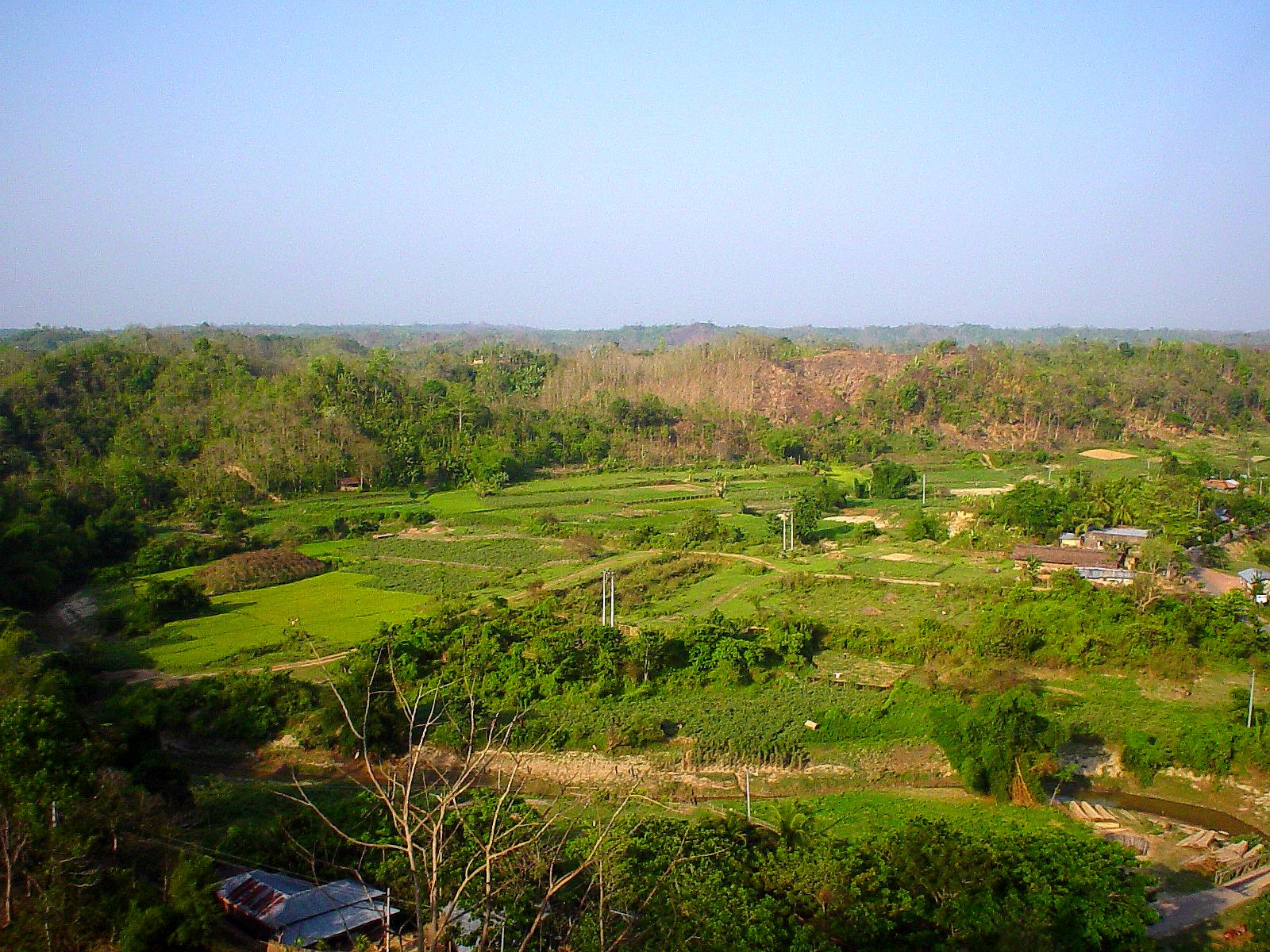
郁郁葱葱的班德尔班山丘和山谷景色

佛陀舍利寺位於孟加拉國東南部偏遠的班多爾班縣山區，這裏是吉大港專區吉大港山區的一部分。寺廟坐落在班多爾班山鎮中，該縣有兩座最高峰：塔津東（Tajingdong，海拔1200米）和科克拉東（Keokeradong，海拔1412米），周圍覆蓋着茂密的森林和繁茂的植被。桑古河流經該鎮，附近還有一處瀑布。寺廟建在一個高60米的小山頂上，距離巴拉加塔鎮（Balaghat）約4公里，距班德爾班市（Banderban）約10公里。被譽為孟加拉國風景如畫、被稱為全國屋頂的吉大港（Chittagong）距此地約92公里。 山上還有一個被稱為「天之池」（Debota Pukur）的湖泊。

## 歷史
班多爾班縣有着众多的佛教民族人口。尽管孟加拉国是一个以穆斯林为主的国家，佛教在该国的信仰者仅占0.7％。而佛教是孟加拉国第三大宗教，信仰的是南传佛教；大多数佛教徒来自于吉大港市和吉大港山區。
在孟加拉國，南傳佛教現在以「僧伽羅傑尼卡亞」（Sangharaj Nikaya）的形式被信仰，這一形式於19世紀末引入，取代了之前的多種佛教形式。這一進展歸功於被廣泛稱為「僧王」（僧伽羅闍）的僧伽羅傑尼卡亞尊者（Saramedha）。
该镇的民族人口大多数属于马尔玛族，他们是孟加拉国东部查塔戈讷山区的土著群体。他们是阿拉干人的后裔，信仰佛教，是孟加拉国山区第二大土著群体。
潘尼亞·約達·摩希特拉尊者是这座寺庙的创始人和首席僧侣。他属于班多爾班的波蒙王族（Bohmong）。自1991年起，他成为南传佛教僧侣。在此之前，他曾作为高级助理法官为孟加拉国政府服务了8年。寺庙中供奉的佛舍利是由缅甸国家僧伽大长老委员会于1994年赠送给了他。

## 體系結構

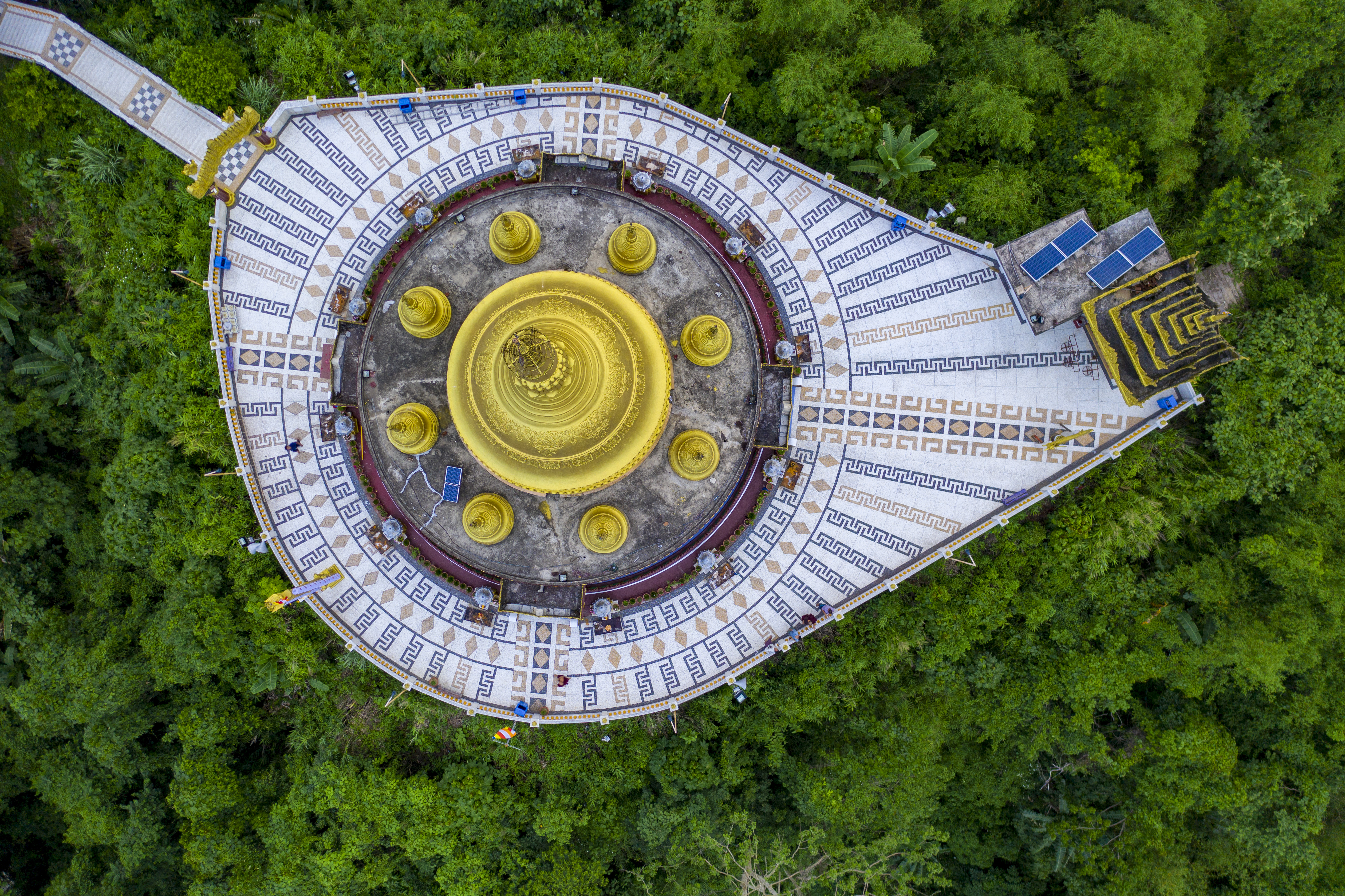
寺廟的航拍照

通過優雅的樓梯進入，佛陀舍利寺山頂上宏偉的寺廟裝飾着精美的雕塑形象。除了供奉在聖所中的第二大佛像外，寺廟內還有更小的佛像和一個龍形金鐘。寺廟的建設於1995年開始，並於2000年竣工。佛陀的舍利被供奉在四尊佛陀的下方。佛教徒普遍相信這能給予心靈平和和幸福。該寺現在是由南亞次區域經濟合作組織贊助的「佛教遊環」旅遊發展計劃的一部分。
在寺廟周圍，需要遵守嚴格的服裝規定，禁止穿短褲和拖鞋。

## 畫廊

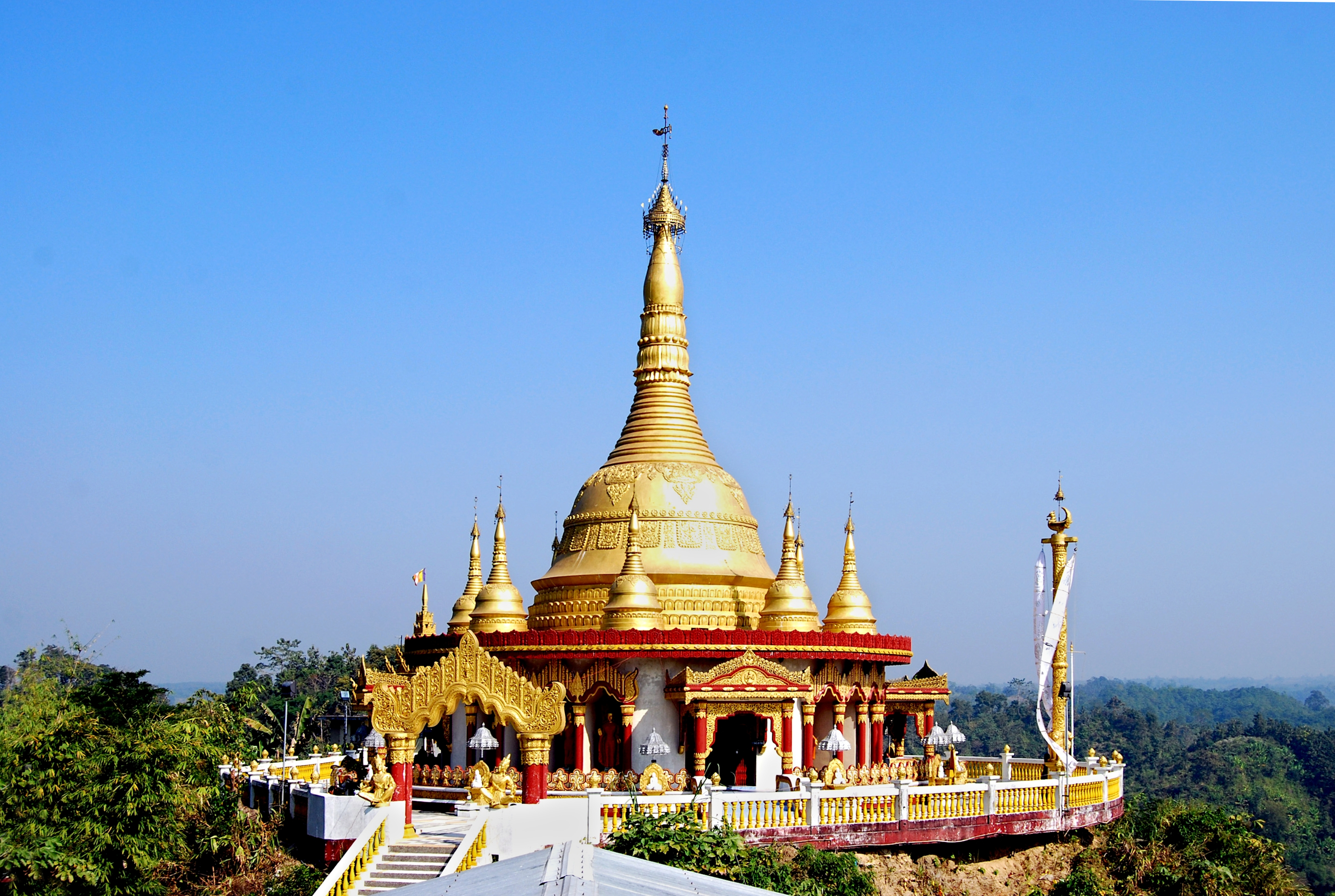
佛陀舍利寺远景图
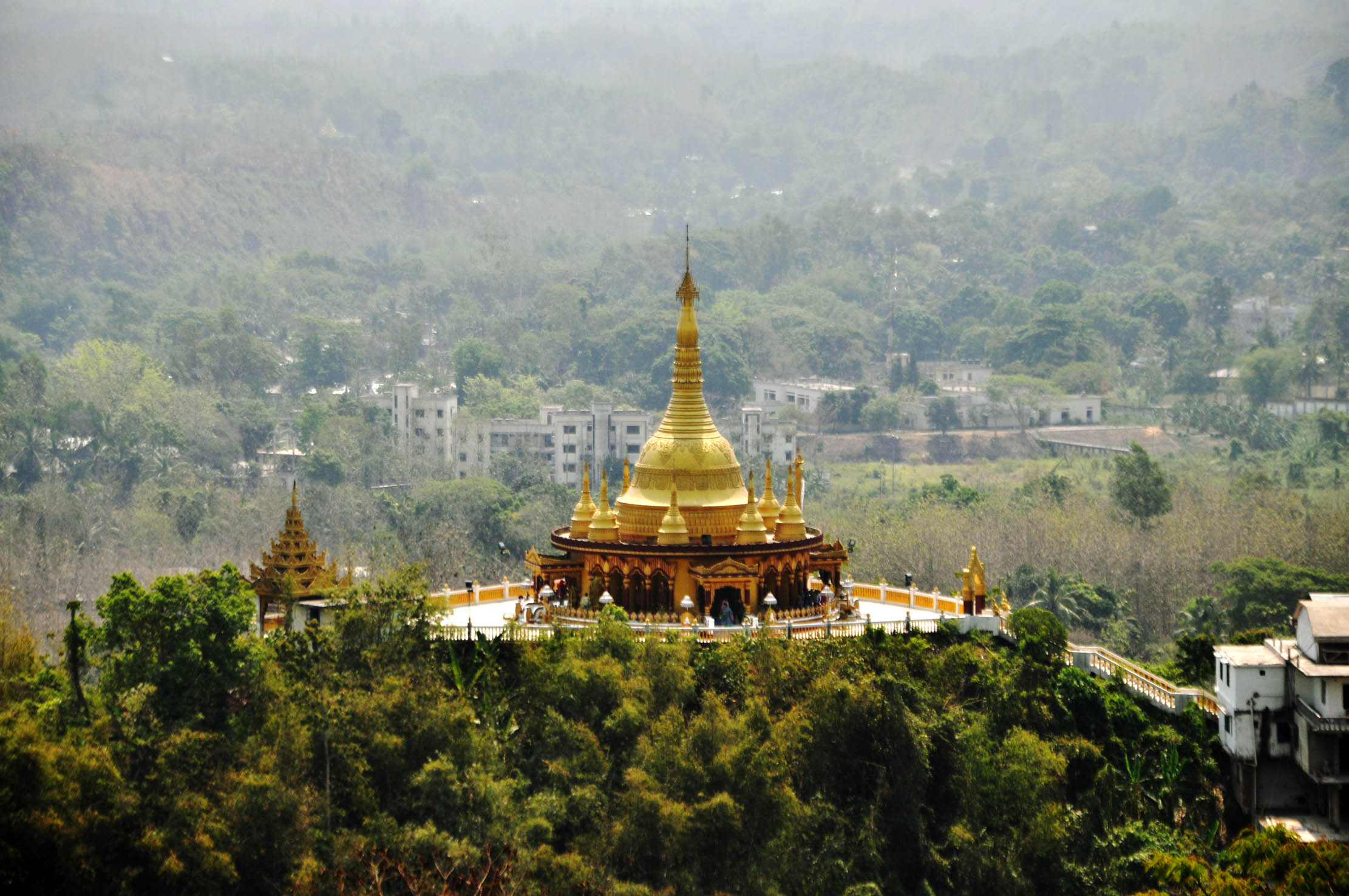
佛陀舍利寺
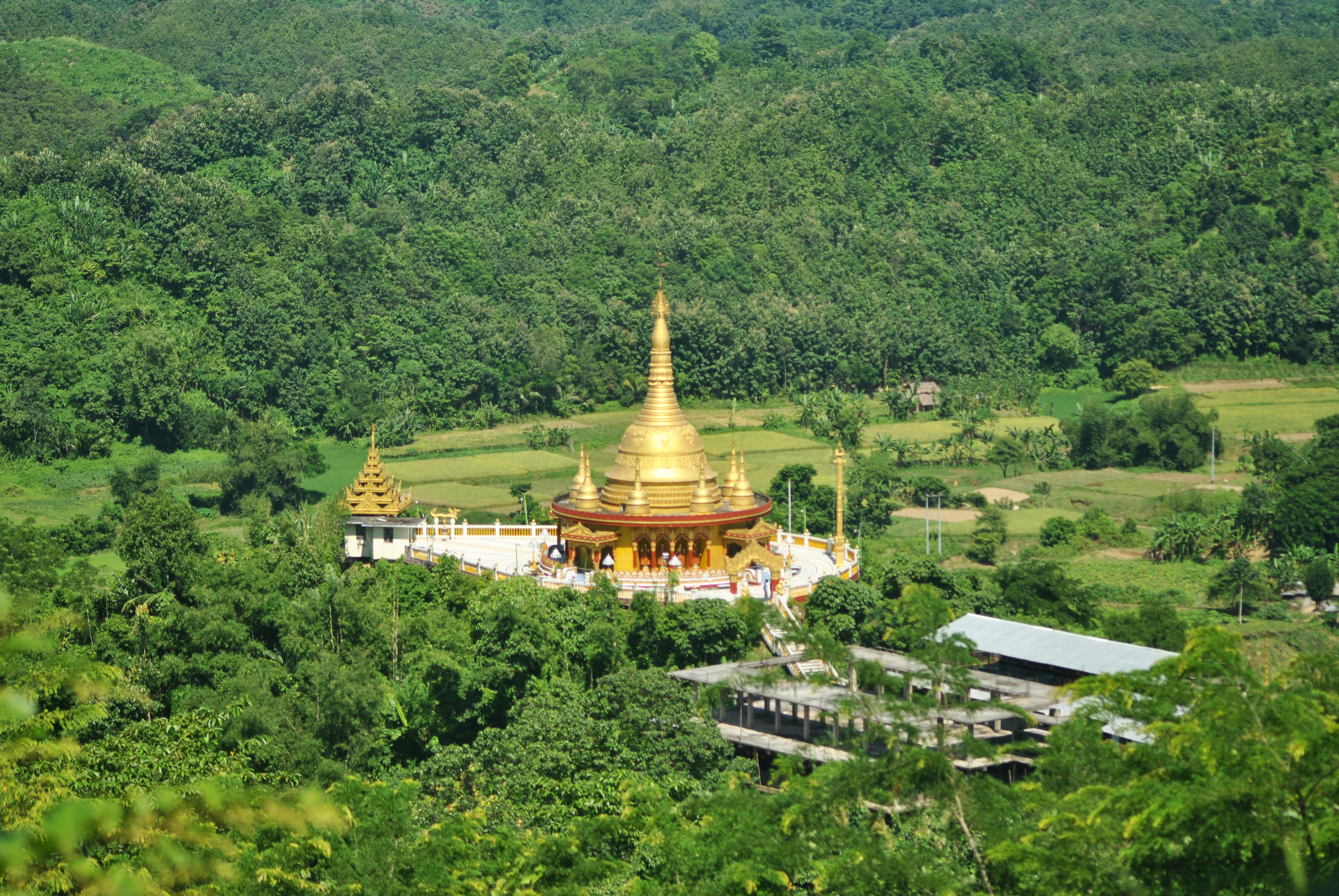
被自然美景环绕
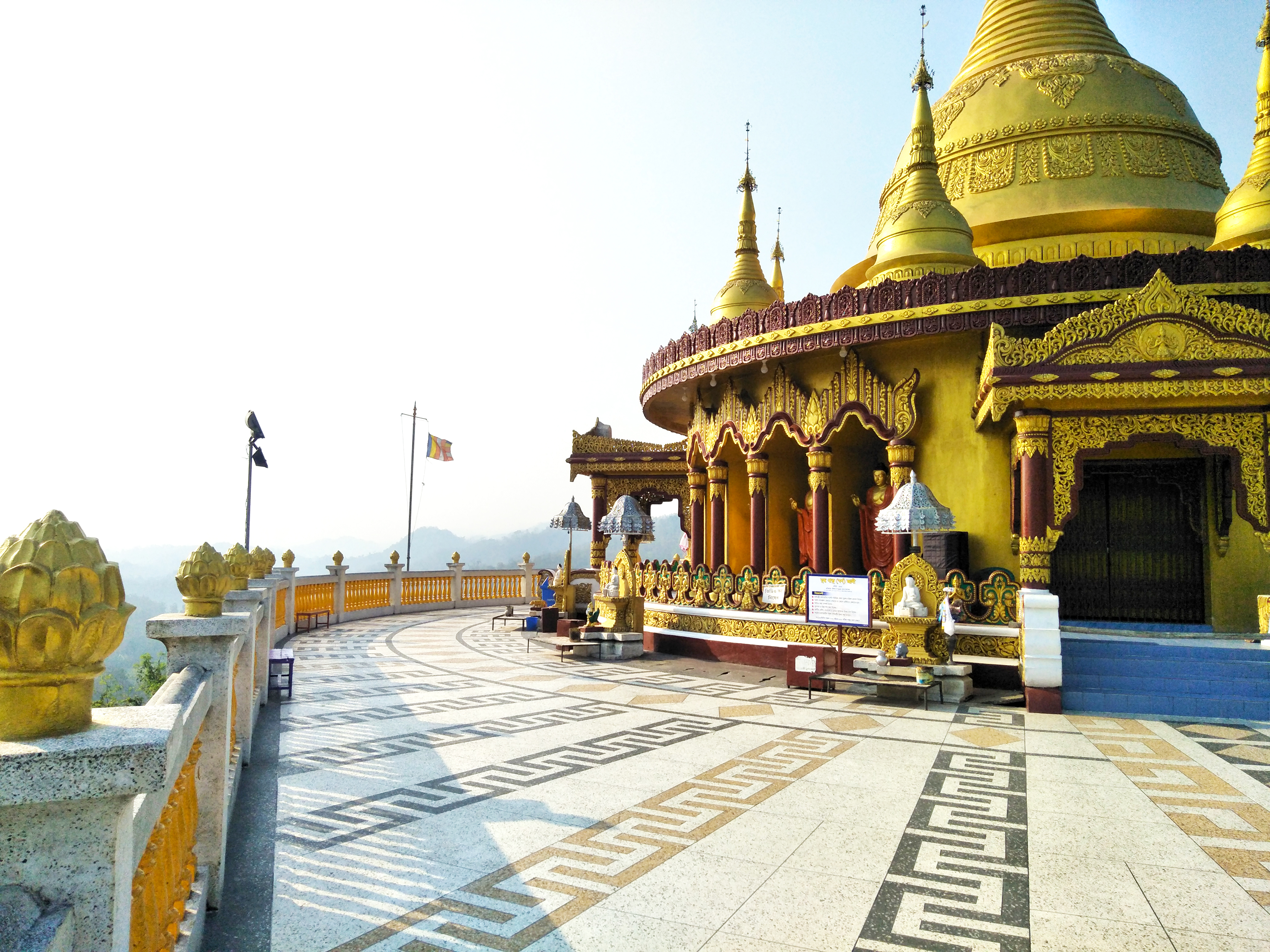
佛陀舍利寺的側面视图
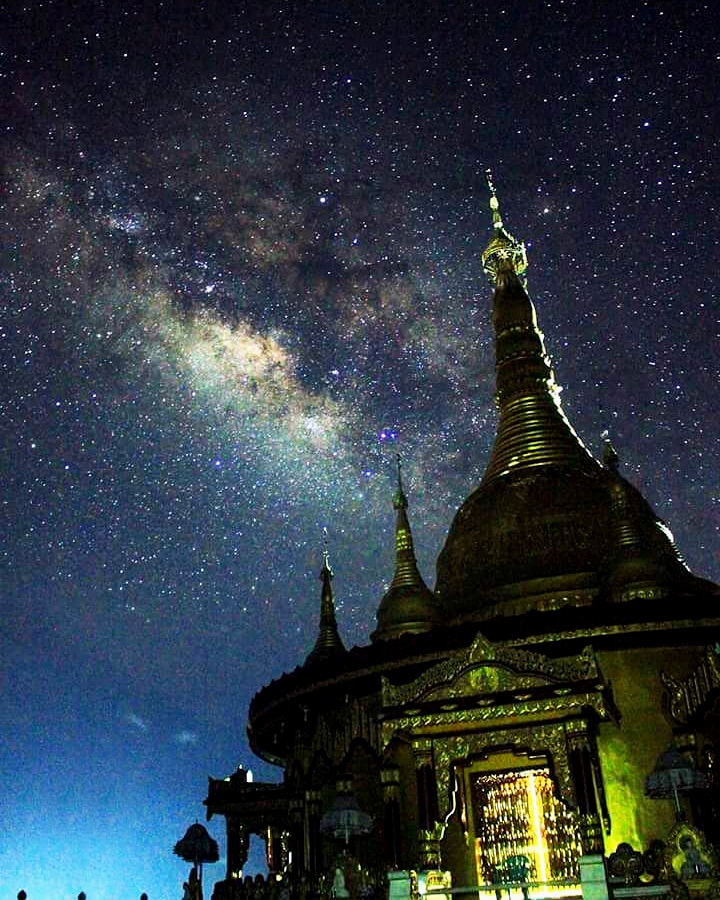
夜空
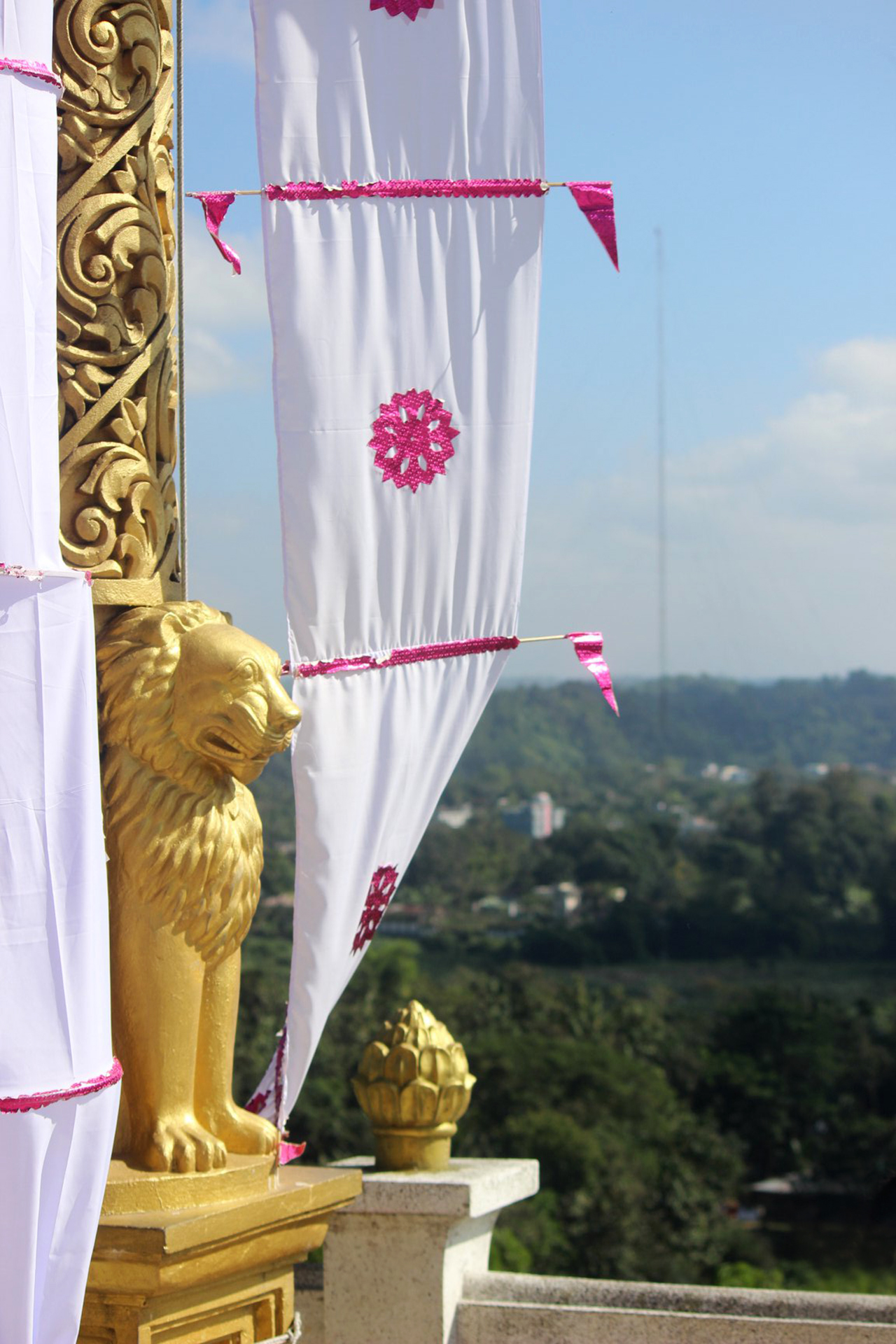
阿育王柱
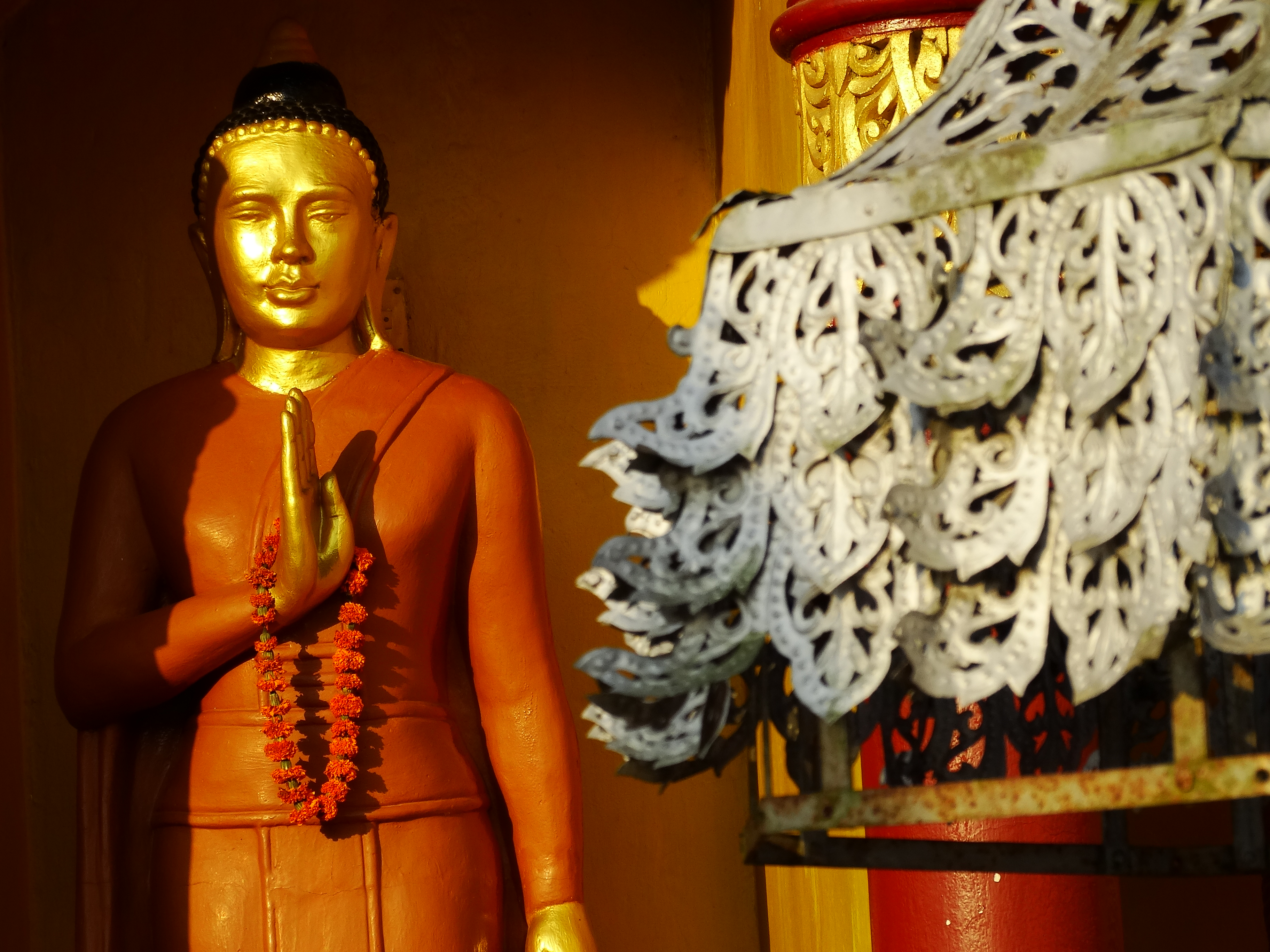
佛陀雕像
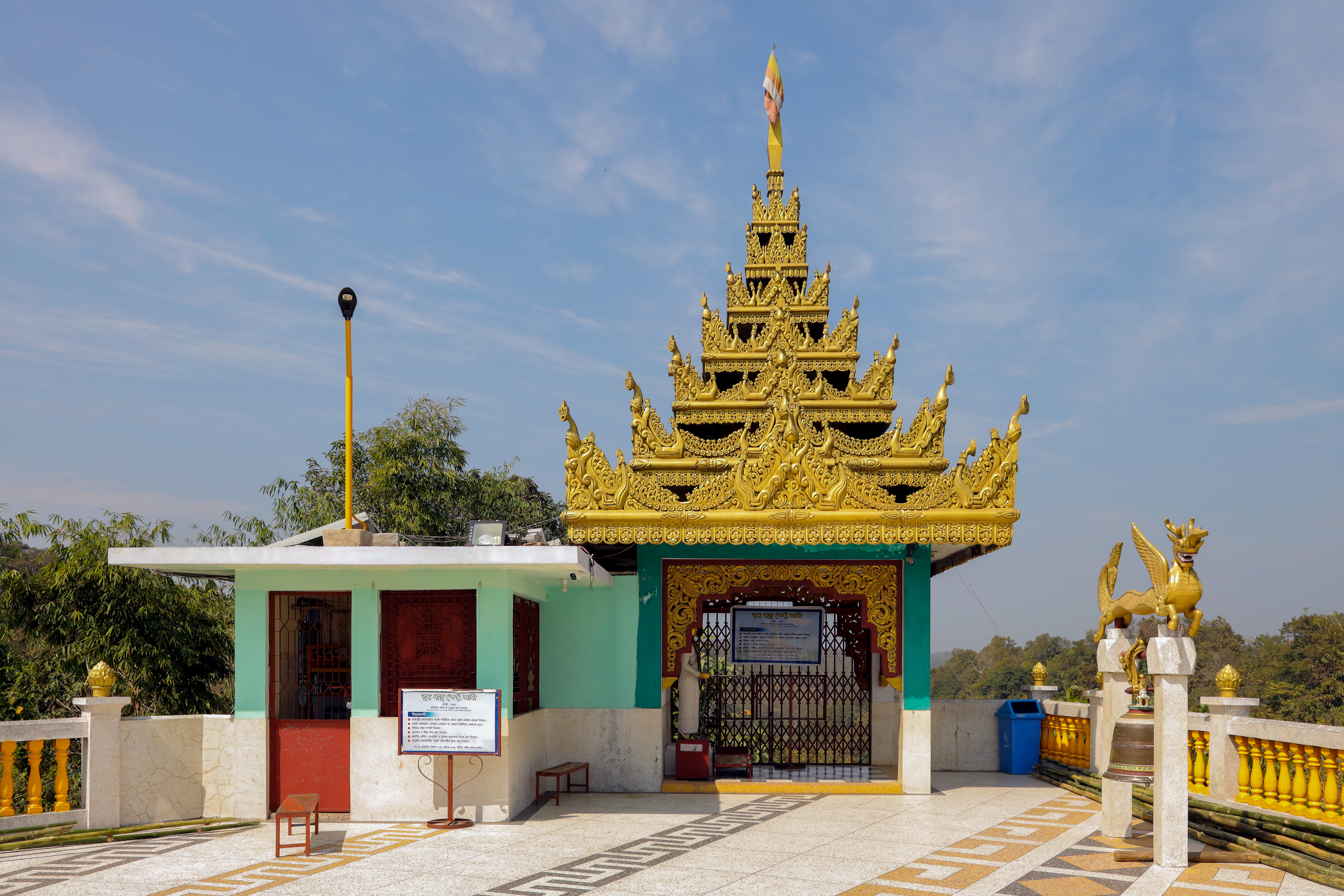
佛陀舍利寺
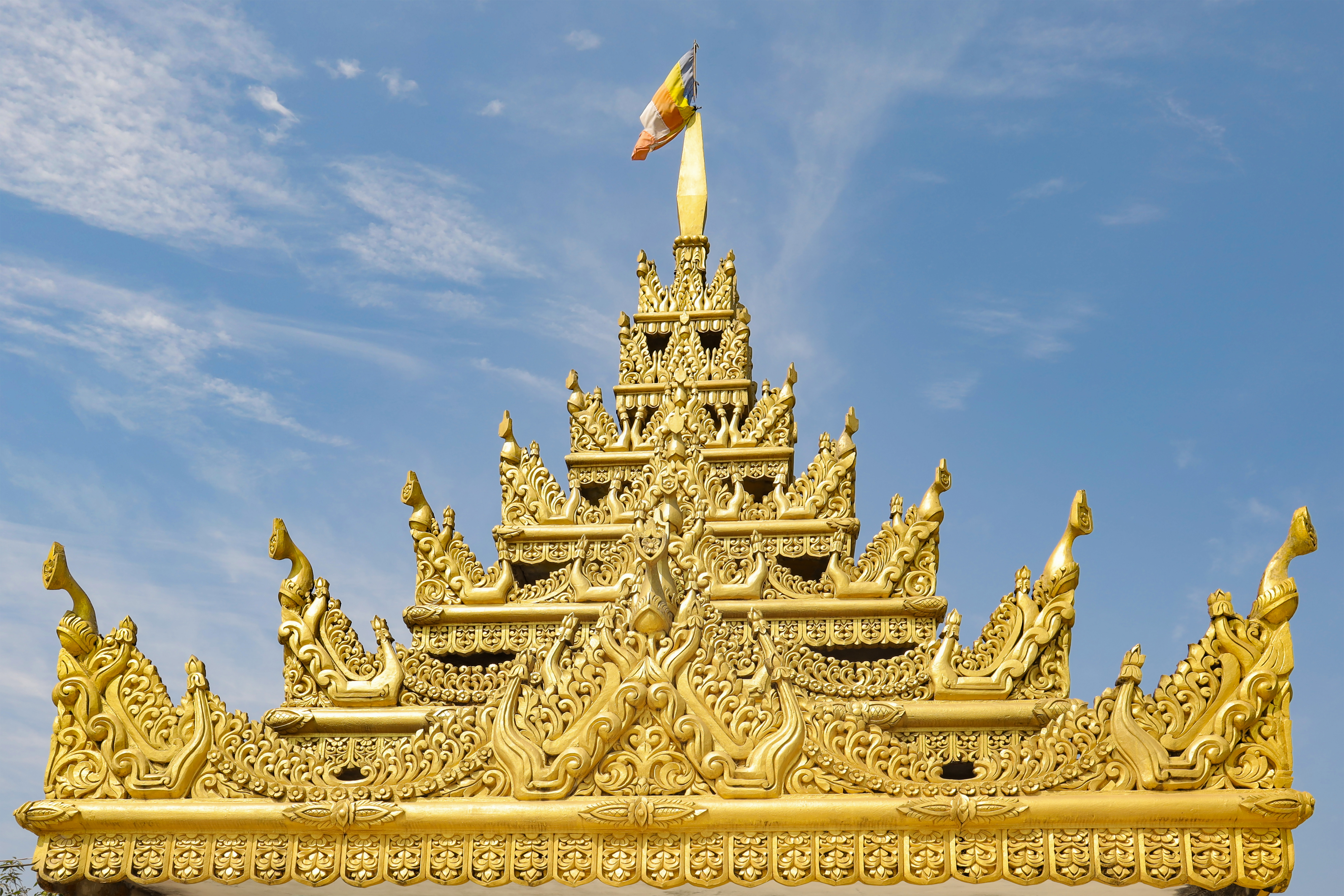
佛陀舍利寺
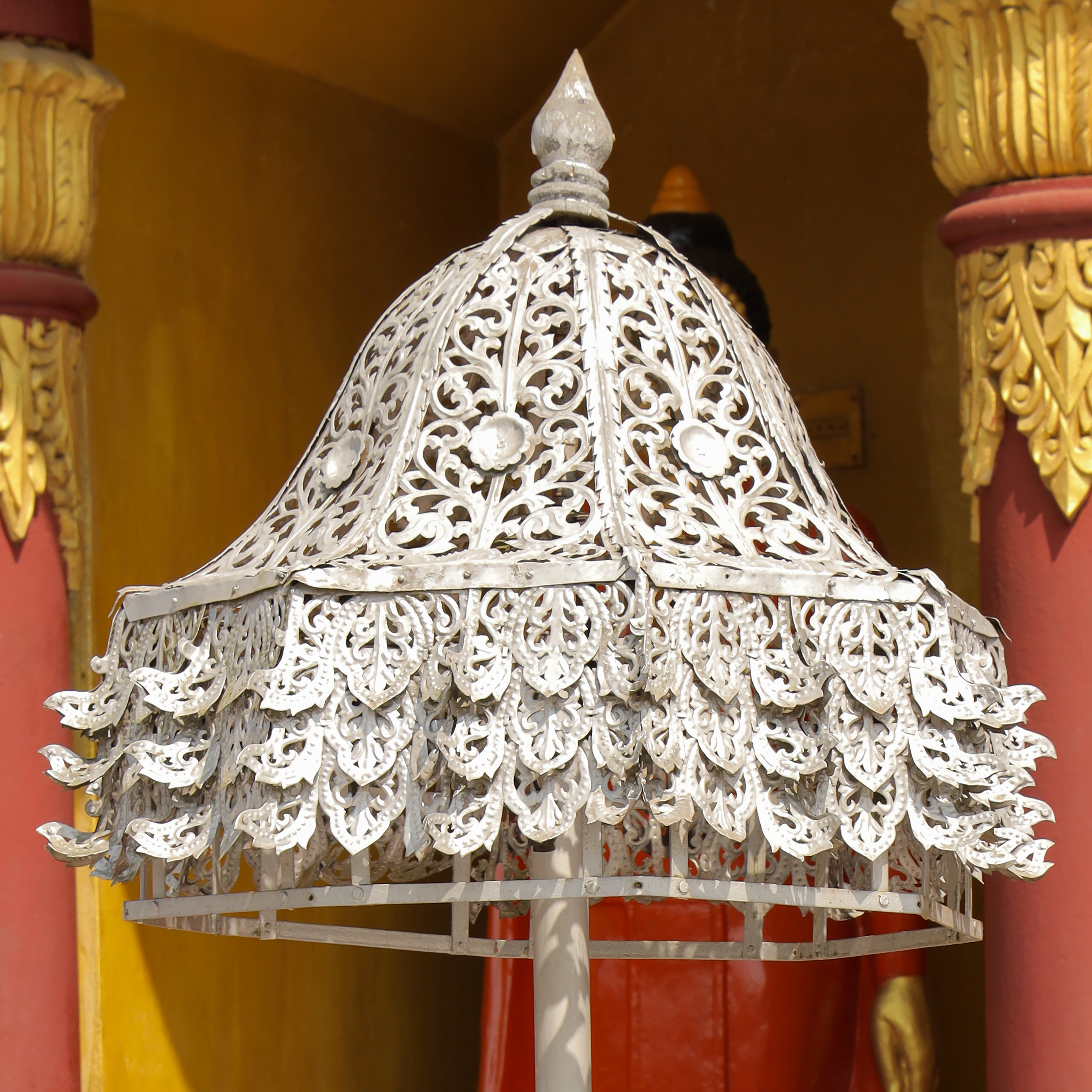
佛陀舍利寺
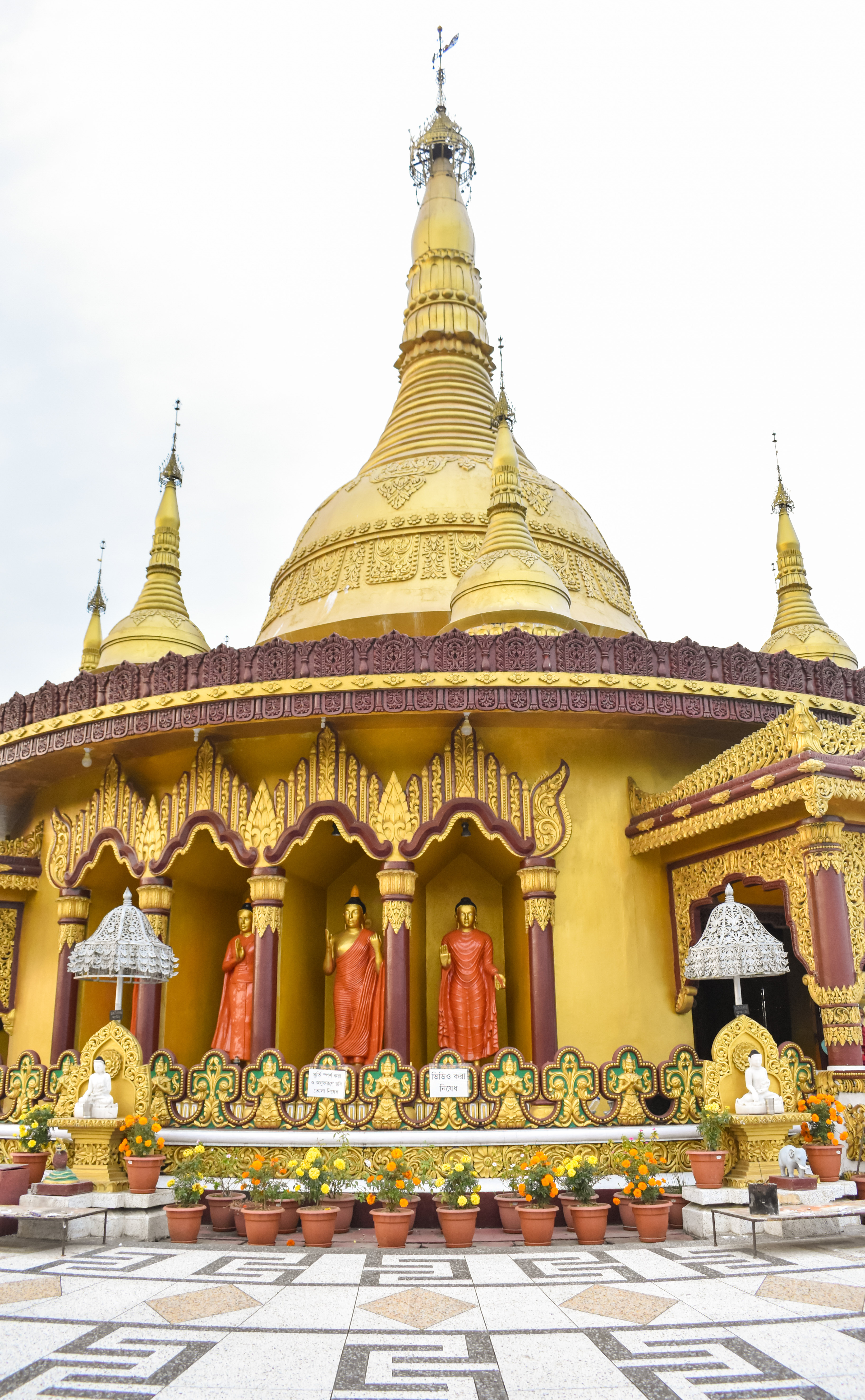
佛陀舍利寺
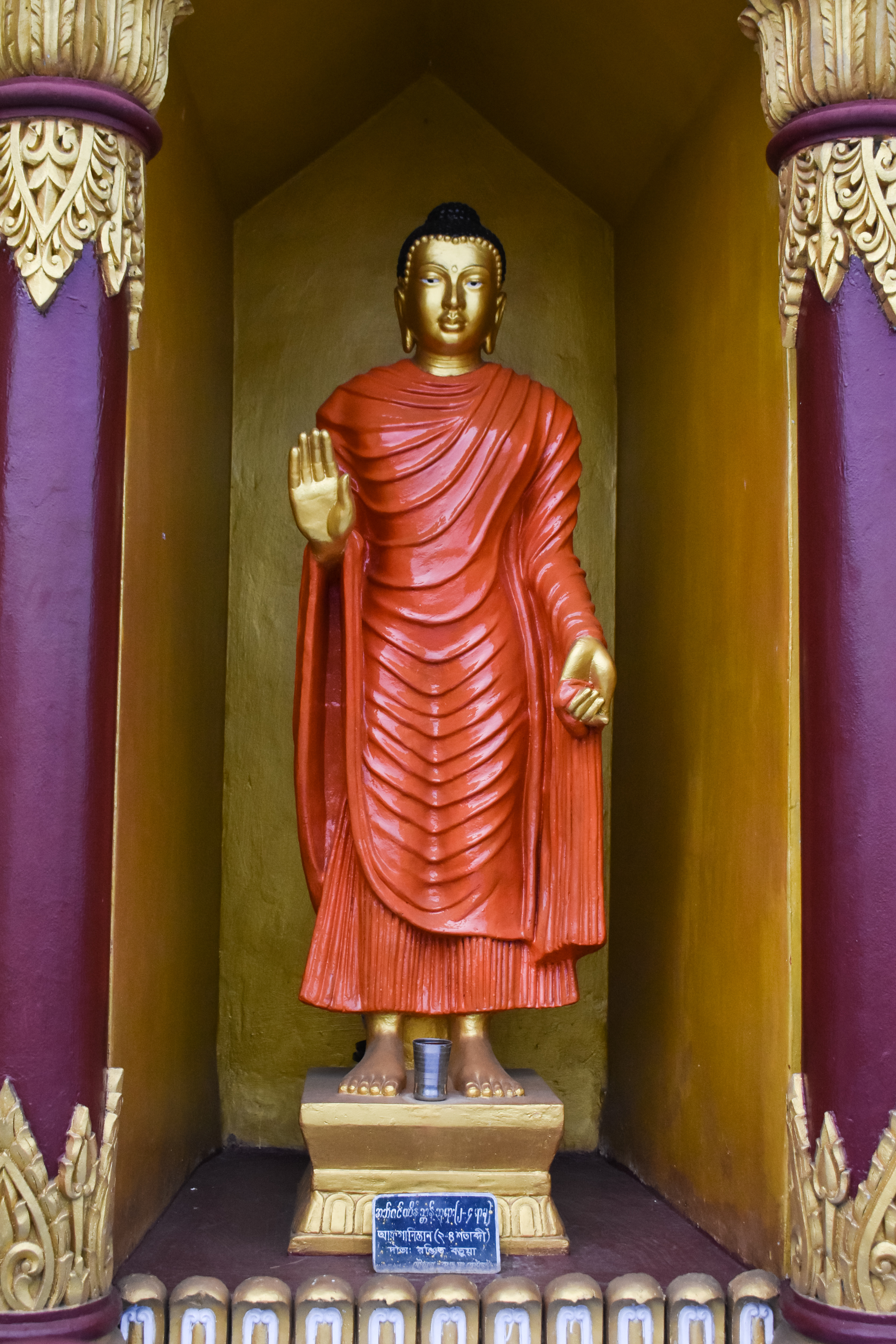
佛陀的雕像
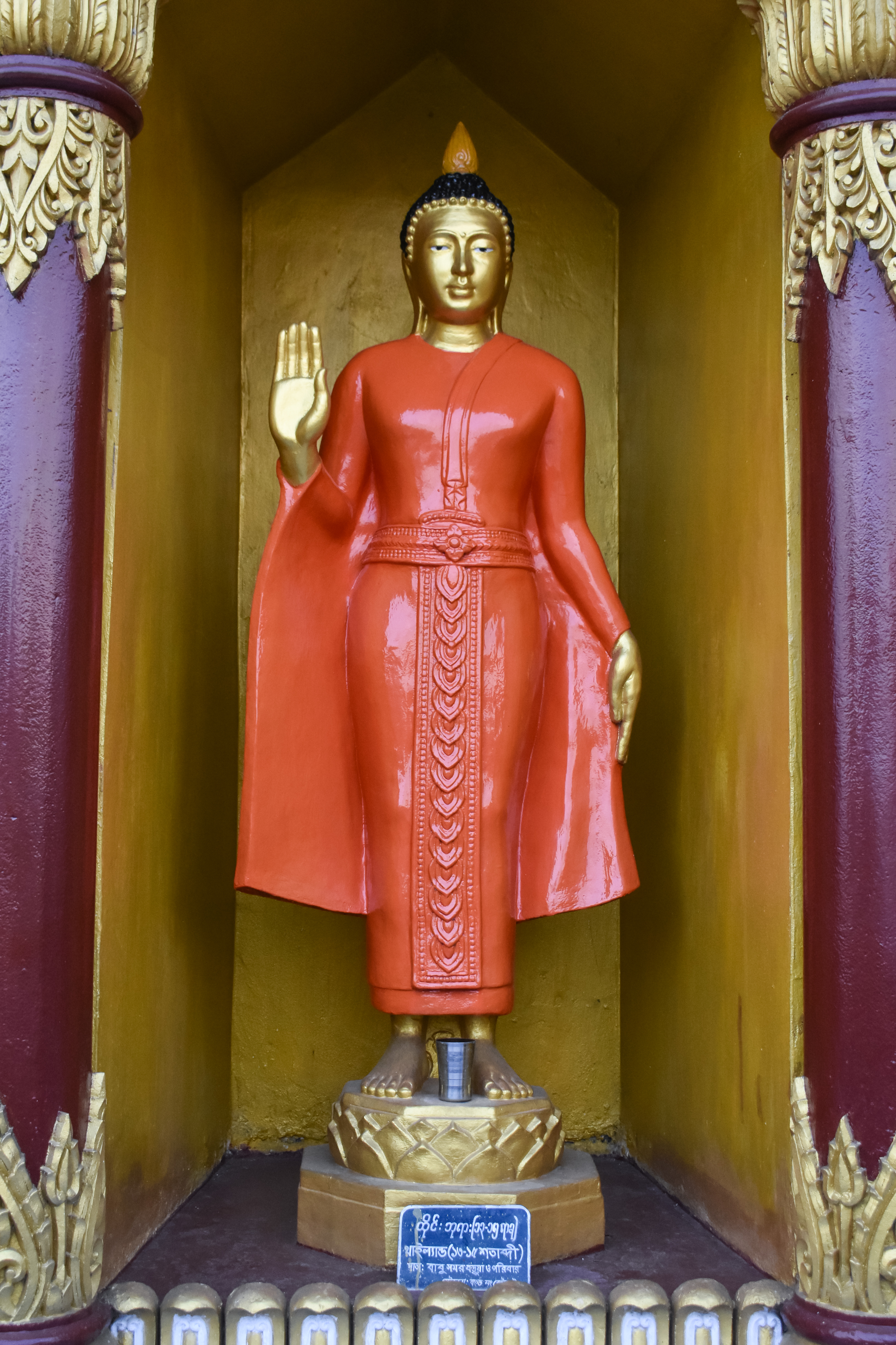
佛陀的雕像
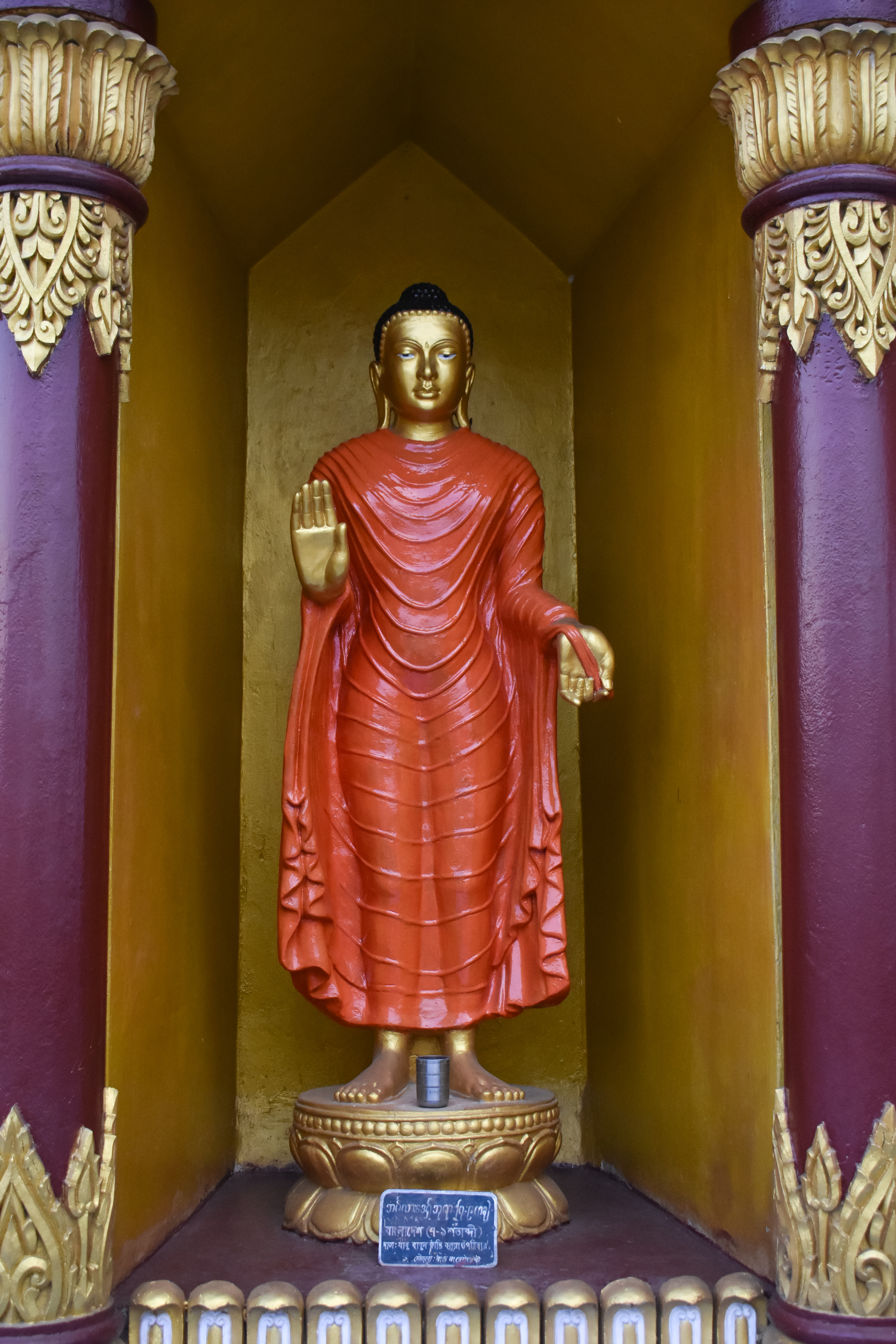
佛陀的雕像
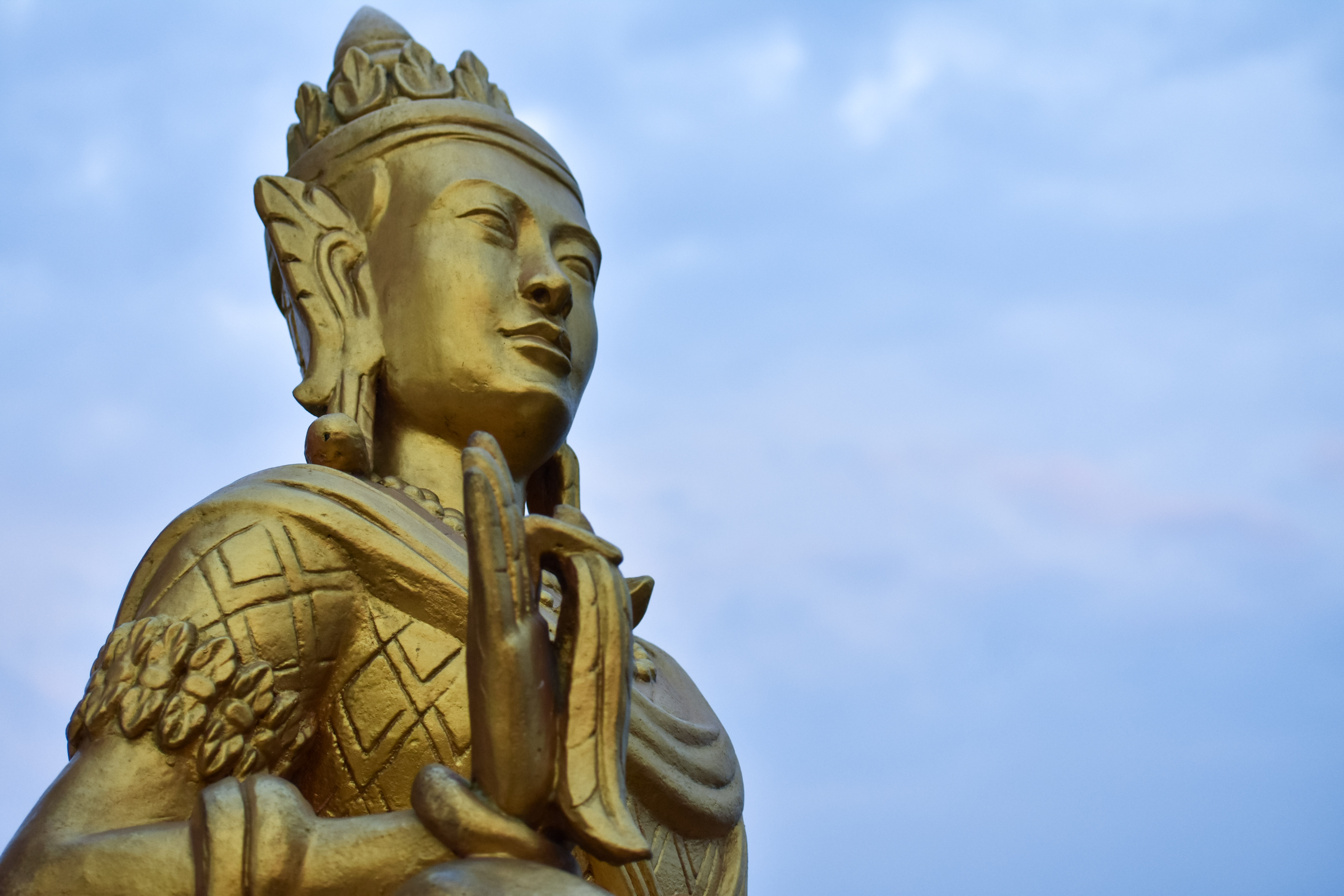
釋迦牟尼佛像
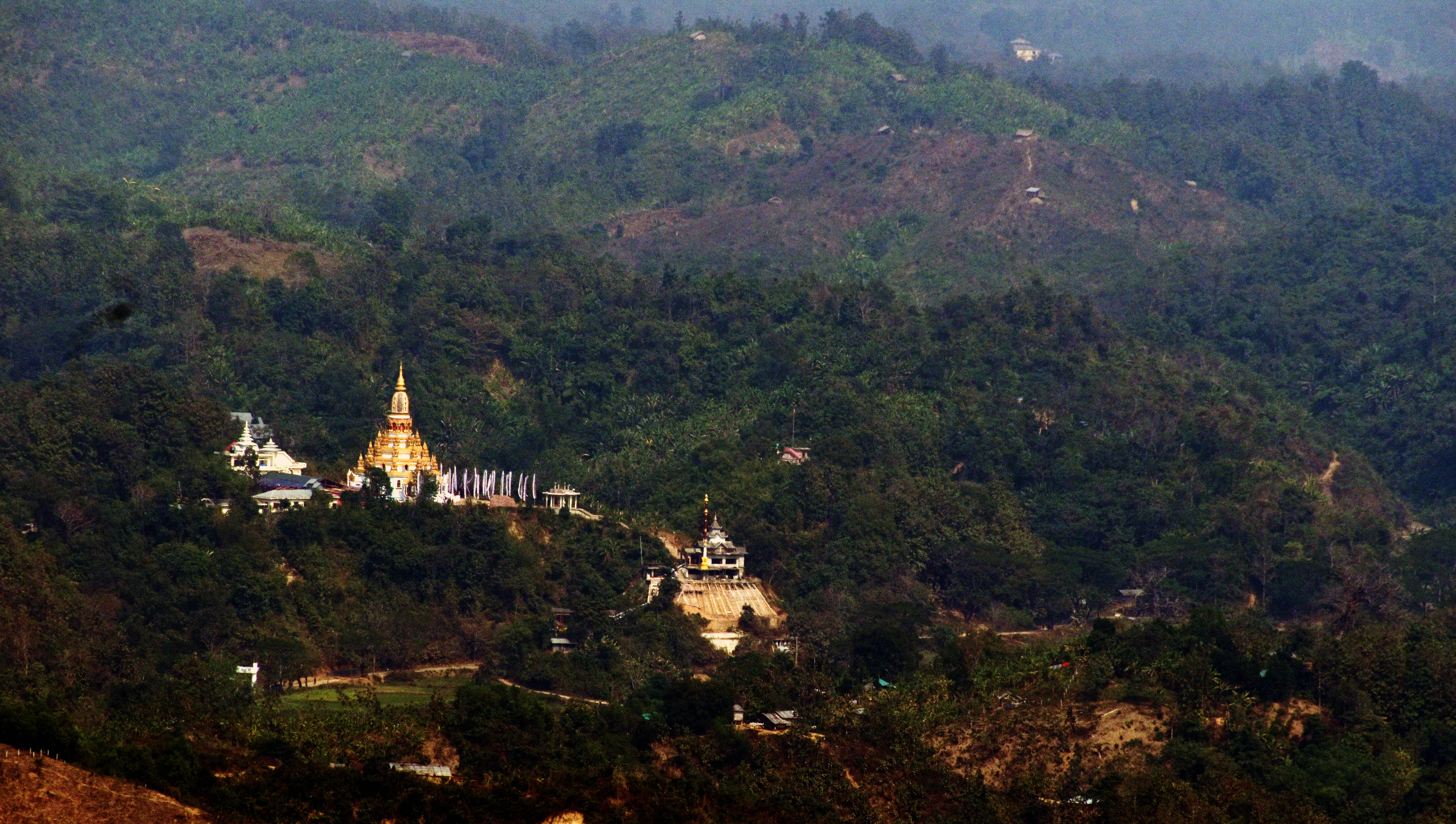
佛陀舍利寺

## 外部連結
- 美丽的孟加拉 （页面存档备份，存于）
- 佛陀舍利寺的Facebook專頁